# Contea di Galway
Galway (pronuncia: ˈɡɔːlweɪ - Gallimh in gaelico irlandese, esteso Conndae na Gaillimhe o Contae na Gaillimhe) è una contea situata sulla costa occidentale della Repubblica d'Irlanda. Fa parte della provincia irlandese del Connacht e confina a nord con la contea di Mayo, a nord-est con la contea di Roscommon, ad est con l'Offaly, a sud-est con la contea di Tipperary e a sud con la contea di Clare, mentre si affaccia ad ovest sull'Oceano Atlantico e a sud-ovest sulla Galway Bay.
Il suo capoluogo è la città di Galway, da cui prende il nome. L'autorità che amministra la contea, con eccezione del capoluogo, è il Galway County Council.
È la seconda contea d'Irlanda per dimensione, superata soltanto dalla contea di Cork, mentre gli abitanti sono 250 541 secondo i dati del censimento del 2011.

## Toponomastica
La parola Galway deriva da quella gaelica Gallimh, derivata direttamente dalla città capoluogo. Significa null'altro che "pietroso" in riferimento al fiume Corrib che scorre per pochi chilometri dall'omonimo lago attraverso la città prima di gettarsi nell'Atlantico. Originariamente infatti era il fiume a chiamarsi Gaillimh mentre il nome completo dell'insediamento era Dún Bhun na Gaillimhe ("forte sulla foce del Gaillimh").
Talvolta, specialmente in ambito sportivo, è chiamata Tribes County: anche questo soprannome è mutuato direttamente dalla città di Galway, a sua volta chiamata City of Tribes. Storicamente infatti Galway era governata da una oligarchia di 14 clan di origine irlandese che decidevano le sorti degli abitanti.

## Araldica civica

Colori culturali e sportivi della contea

Storicamente, per molti anni, la contea si è fregiata in maniera ufficiosa dello stemma storico della città di Galway, uno scudo bianco con una barca dorata che salpa tra le onde atlantiche.
Soltanto nel 1993 la contea ha ufficialmente adottato un proprio simbolo, per quanto comunque abbastanza similare a quello cittadino.
La blasonatura ufficiale è D'azzurro con cinque stelle d'argento, alla base onde del mare con un Galway hooker che salpa con vele spiegate verso sinistra, col motto "Ceart agus Cóir".
Elemento caratterizzate è pertanto il Galway hooker al centro, imbarcazione tipica e tradizionale della Galway Bay che ha sostituito la barca antica della stemma di Galway City.
La bandiera sportiva della contea, utilizzata per gli incontri delle squadre di calcio gaelico e di hurling della contea ma anche in maniera diffusa per altri eventi culturali e sociali, reca i colori amaranto e bianco.

## Topografia
La contea di Galway viene tagliata naturalmente in due grosse aree dal Lough Corrib, che percorre longitudinalmente la parte centrale del territorio dal confine col Mayo fino alle porte della città di Galway e dell'Oceano Atlantico, cui è collegato dal River Corrib.
Il clima della contea di Galway è abbastanza temperato, grazie agli influssi della corrente del Golfo, oltre che molto umido e piovoso e, spesso, ventosissimo per le forti correnti atlantiche.

### Orografia e geologia

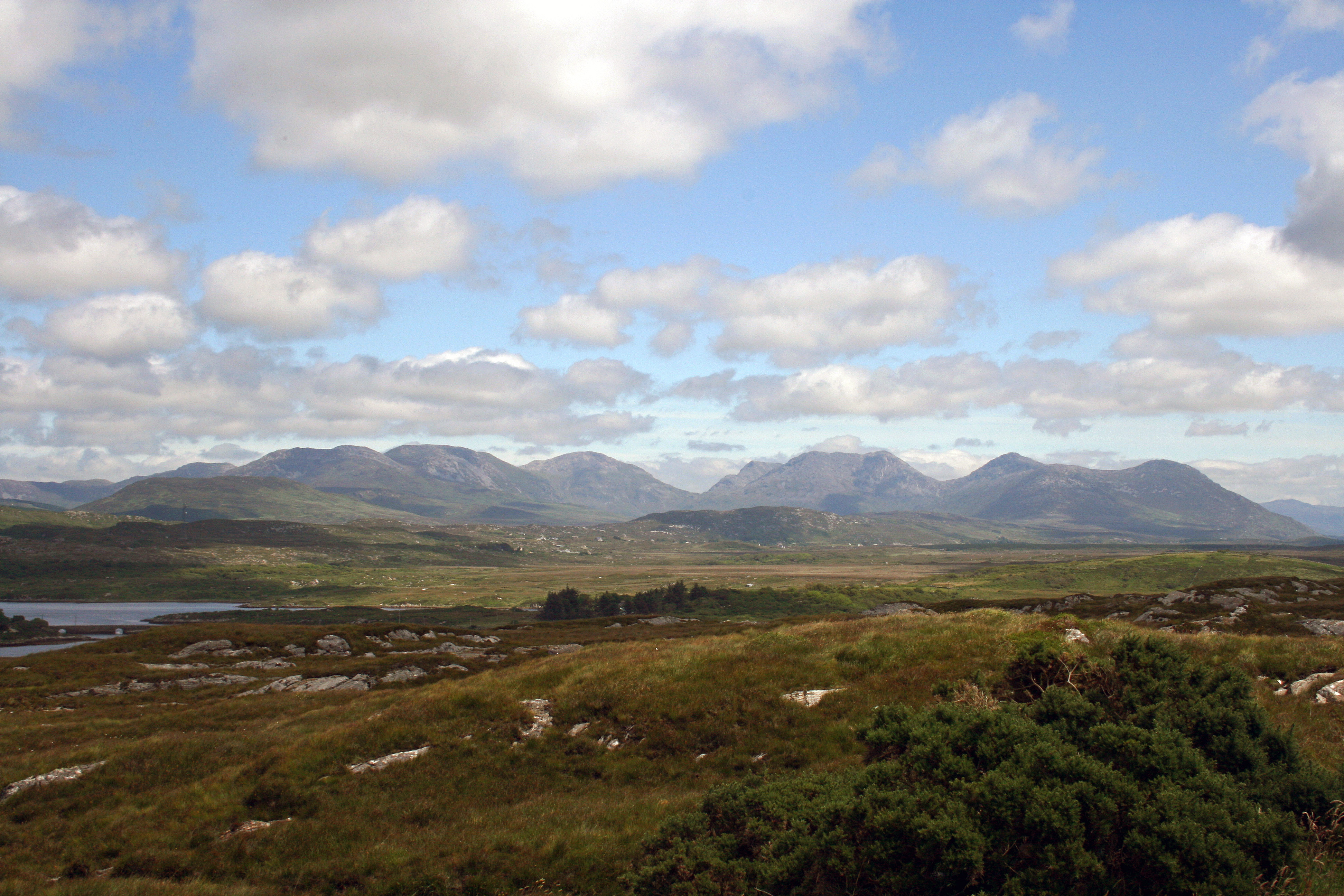
La più classica delle vedute dei Twelve Bens

La parte orientale è molto più vasta, comprendendo 14 delle 18 antiche baronies, ed è formata quasi totalmente da terreno pianeggiante a base calcarea, formato da vaste zone rurali non coltivate ma adibite a pascolo, nonché da brughiere sfruttate per l'estrazione della torba. La parte meridionale di questa regione si distingue, divisa a metà fra una porzione della Golden Vale di Limerick, una delle zone più fertili d'Irlanda, e fra i monti Slievebaughty.
La parte occidentale, invece, sebbene più piccola, è senz'altro molto più interessante e visitata dai turisti. Formata da terreno granitico e da basse ma impervie e aspre montagne, presenta tre celebri regioni irlandesi, come Iar Connachta, la Joyce's Country e, soprattutto, il celebre Connemara (anche se spesso per Connemara si intendono tutte e tre le regioni).
Le cime più alte sono le caratteristiche Twelve Bens ("dodici cime") che raggiungono nel monte Benbaun il punto più alto della contea.
Accanto ai Twelve Bens è presente un'altra brulla ed impervia catena, i monti Maamturks, di elevazione ed estensione similare.

### Coste e isole

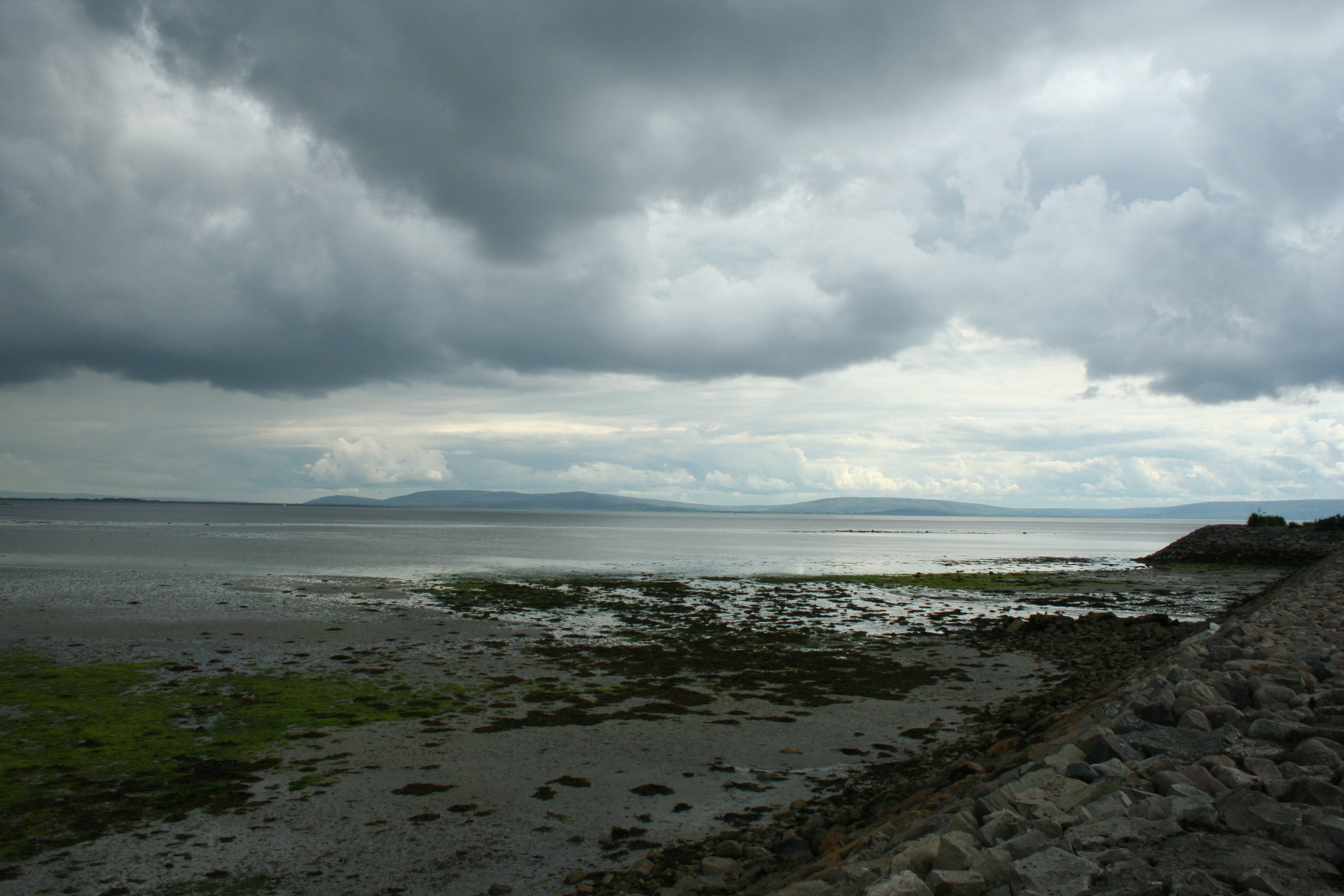
La Baia di Galway da Salthill

La zona costiera della contea è molto estesa e ricca di isolotti, baie e porti naturali, che vengono però spesso sfruttati solo per piccole attività ittiche locali. 
Partendo da nord nell'area settentrionale del Connemara, la costa segue un andamento verso sud o sud-ovest fino alle parti di Roundstone. A nord il Killary Harbour, unico fiordo irlandese lungo più di 15 km, fa da confine col Mayo, mentre in senso antiorario seguono la Cleggan Bay, Streamstown, la Mannin Bay, la Roundstone Bay e la bene conosciuta Kilkieran Bay. Queste sinuose baie, tutte considerate parte del Connemara, custodiscono delle baie suggestive, porti naturali e spiagge selvagge di particolare interesse, fra tutte la celebre Dog's Bay nei pressi di Roundstone ed i panorami costieri della Sky Road e di Omey Island vicino Clifden.

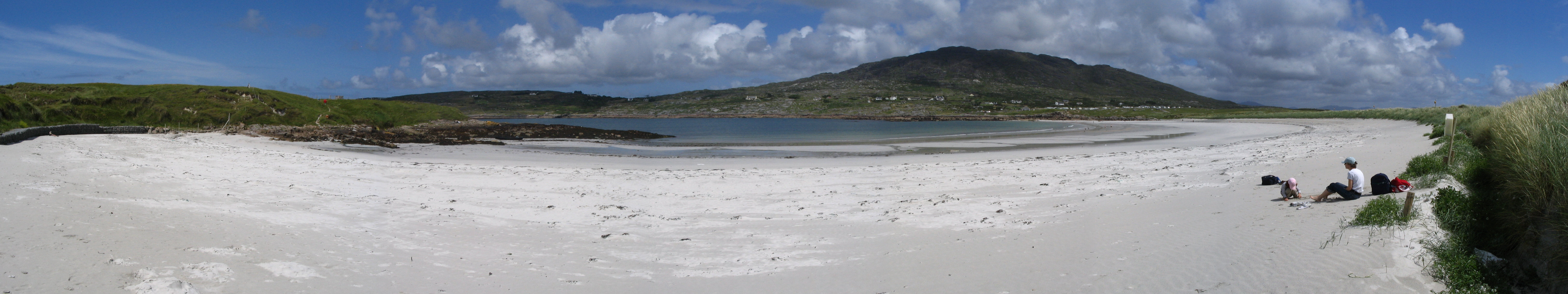
La celebre Dog's Bay nei pressi di Roundstone

Dopo Roundstone inizia l'enorme Baia di Galway, la cui insenatura piuttosto regolare è orientata verso ovest e che si estende dalle coste meridionali del Connemara, fino a quelle settentrionali del Clare: la città di Galway è situata nella parte centro-settentrionale della baia. La parte occidentale della costa settentrionale, ancora Connemara, continua ed esaspera le caratteristiche dell'area costiera nord-occidentale, risultando particolarmente frastagliata e contraddistinta da insenature complesse, sciami di isolotti e spiagge suggestive tra tratti di scogliera, tra tutte la rinomata e piccola Coral Strand formata in gran parte da coralli e conchiglie. Le scogliere non sono alte o drammatiche come in altre parti d'Irlanda ma generalmente molto basse. Questa conformazione territoriale si estende fino a Rossaveel, ultima sinuosa insenatura che costituisce un importante attracco da dove salpano i traghetti per le Isole Aran. 
Da Inveran in poi proseguendo verso est la costa si sviluppa formando una linea retta fino a Galway ed oltre, prima di scendere verso sud da Oranmore. Sia il tratto interno che quello proteso verso ovest sono formati da insenature interne minori con lunghi lembi di terra. L'ultimo tratto, che corre verso ovest, giunge fino alla località turistica di Kinvara, dopo la quale inizia la contea di Clare.

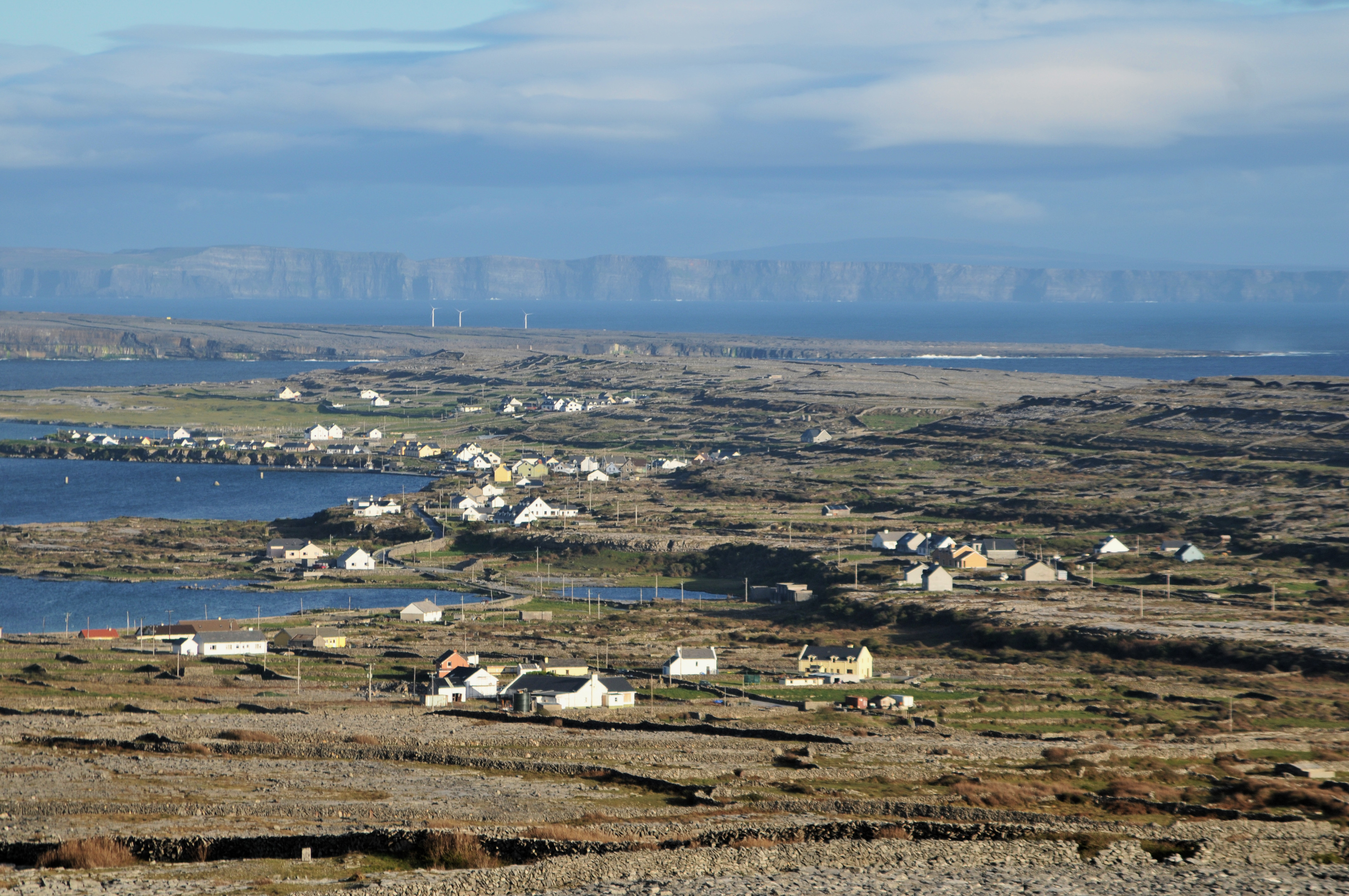
Veduta di Inis Mór ed Inis Meáin, due delle Isole Aran, con in lontananza le Scogliere di Moher

La Contea di Galway amministra alcune delle più interessanti e note isole irlandesi, in particolare l'arcipelago delle tre celebri Isole Aran. Sebbene queste tre isole siano molto più vicine alle coste meridionali del Clare, tanto da essere facilmente visibili sia dalle Cliffs of Moher che dalle coste del Burren, con cui condividono ambienti e caratteristiche geologiche, sono da sempre amministrate dalla Contea di Galway. La più grande, Inis Mór, è equidistante dalle due contee ed il suo porto principale, Cill Rónáin è facilmente raggiungibile dal porto di Rossaveel. Le Aran sono una meta da sempre turistica e gettonata sia perché costituiscono un'importante oasi gaeltacht, sia per la bellezza dei paesaggi che il senso di remoto che sanno trasmettere. Tutte e tre le isole sono abitate da una popolazione complessiva di circa 1 200 abitanti.
Un'altra importante isola, al largo a nord-ovest di Clifden, è Inishbofin, luogo relativamente remoto e anch'essa popolare destinazione turistico, per quanto significativamente meno delle Aran. Sull'isola abitano 120 persone. Accanto ad Inishbofin è presente Inishark ed altre isole minori, tutte disabitate. Discorso a parte merita la curiosa Omey Island a Claddaghduff, vicino Clifden, un'isola tidale che a seconda della marea può essere raggiunta anche tramite automobile percorrendo il fondale atlantico.

### Idrografia

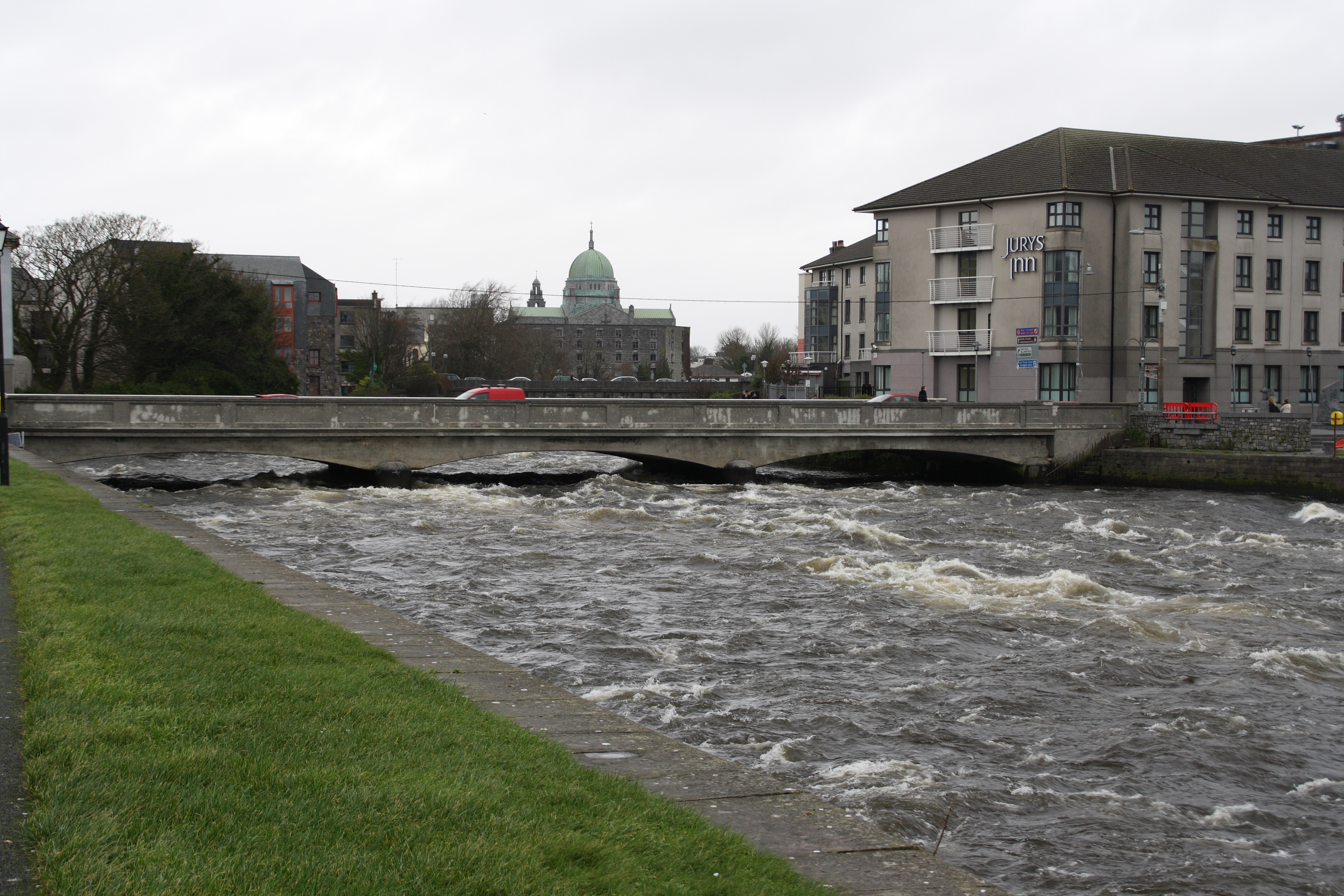
Il fiume Corrib a Galway

I fiumi della contea sono numerosi ma tutti di breve corso o di trascurabile portata, se si esclude lo Shannon che però non attraversa la contea, ma fa da confine con le contee limitrofe ad est, e l'affluente Suck, che tuttavia nasce dalla contea, ma ne percorre un brevissimo tratto per sconfinare quasi subito nel Roscommon. Discorso a parte merita il curioso fiume Corrib, uno dei fiumi più corti d'Europa, emissario del Lough Corrib che entra immediatamente nella città di Galway in maniera impetuosa e sfocia dopo l'abitato nella Baia di Galway, dopo un percorso di appena 6 km.

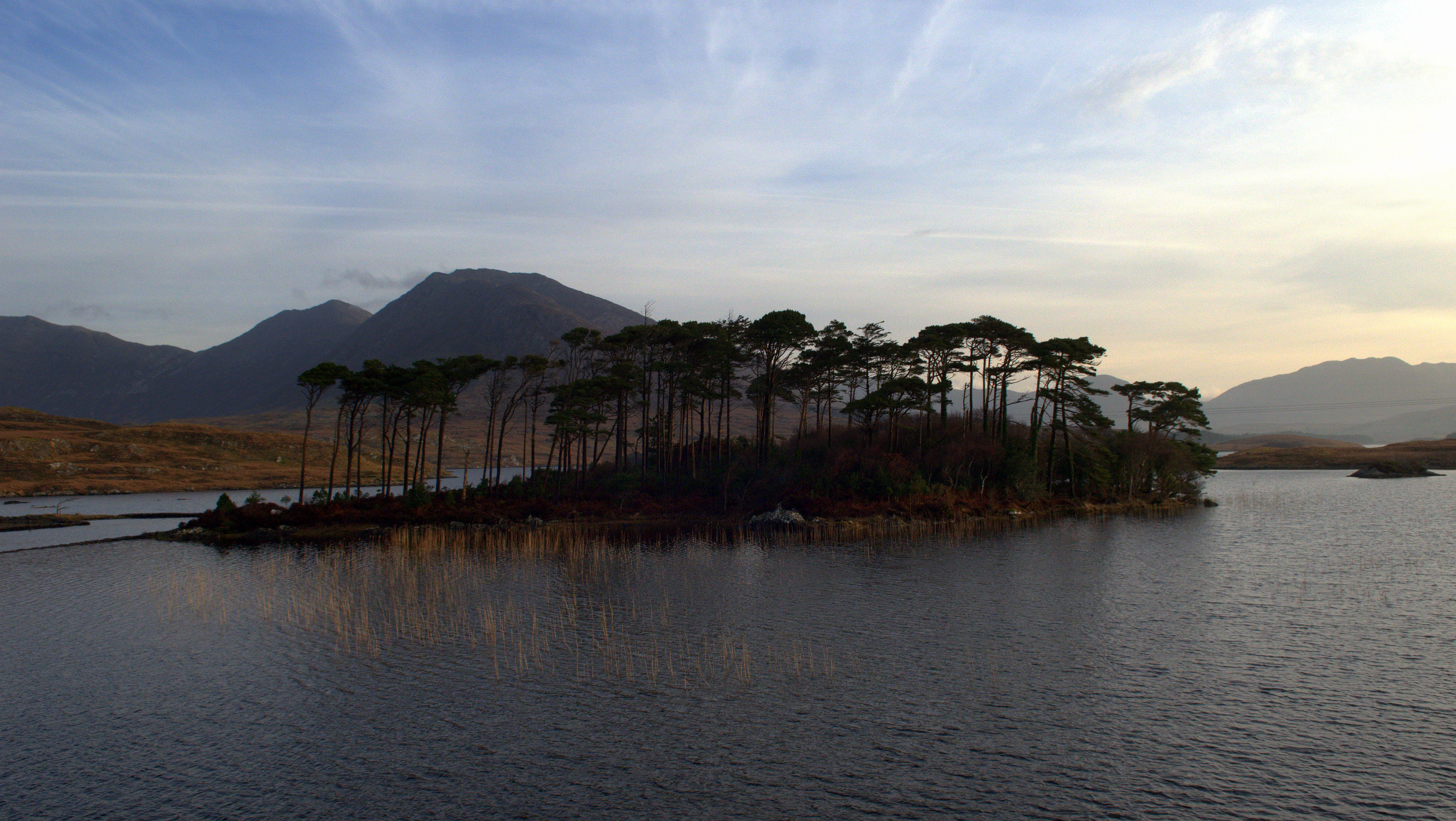
Derryclare Lough

I laghi sono invece oltre che numerosi anche di rilevante importanza, soprattutto nella selvaggia zona occidentale dove se ne contano circa 25 di almeno 2 km di lunghezza. Il lago più grande è, ovviamente, il già citato Lough Corrib, che inizia dai confini settentrionali col Mayo, di cui una piccola porzione fa parte, estendendosi verso sud fino ad arrivare alle porte della città di Galway. Il Corrib è il secondo lago per estensione dell'isola d'Irlanda e il primo della Repubblica d'Irlanda, oltre che uno dei più noti a livello turistico per la grande presenza di isolotti ed alture, dalle quali godere di panorami suggestivi. Sulla sponda settentrionale, proprio a ridosso del confine col Mayo e con l'abitato di Cong, è presente il rinomato Ashford Castle. Discorso opposto per il Lough Mask, altro enorme specchio d'acqua tuttavia solo in minima parte nella contea di Galway e quasi interamente ricompreso nei territori del Mayo. A breve distanza da questi due laghi è presente il Lough Nafooey, ben più piccolo ma comunque considerevole e inserito in una cornice scenografica e selvaggia. Il Lough Derg, nella parte sud-orientale della contea, è un altro lago molto vasto ma è condiviso con le contee di Tipperary e Clare. Nel Connemara è presente, a causa del terreno acquitrinoso, un numero elevatissimo di specchi d'acqua, tra i quali spiccano per fama ed estensione il suggestivo Derryclare Lough, l'Inagh Lough che dà il nome alla famosa vallata ed il Kylemore Lough che dà invece il nome alla celebre Kylemore Abbey.
Un altro lago importante è il Lough Rae nelle midland.

## Storia

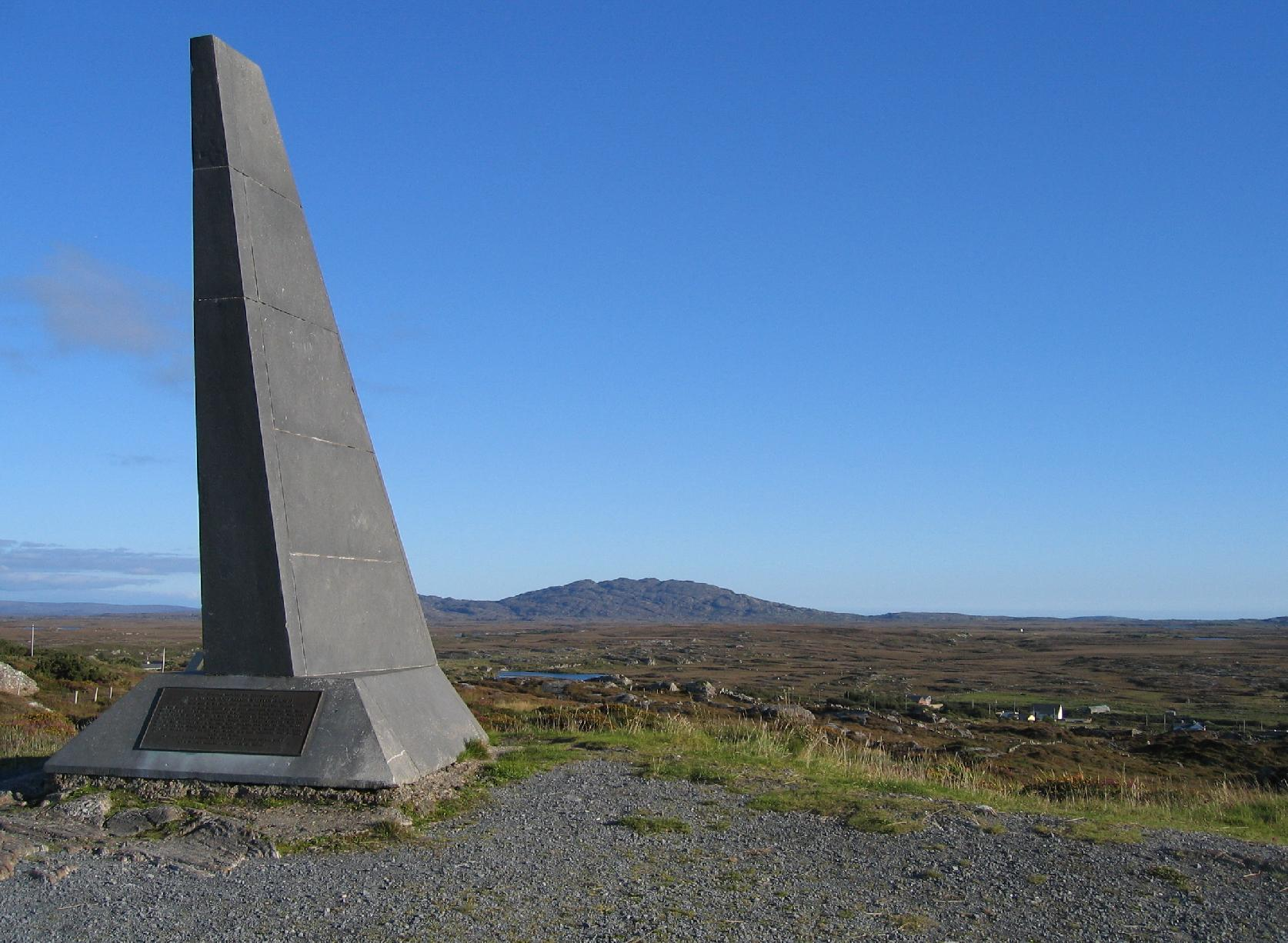
Memoriale dell'atterraggio di Alcock e Brown

La storia della contea di Galway è particolarmente oscura e si intreccia spesso con la leggenda, ci sono posti che hanno visto il verificarsi di episodi particolarmente importanti (come ad esempio la Battaglia di Aughrim), altri che hanno vissuto i loro secoli di vita in relativa tranquillità, con l'esempio esasperato di Recess che si vanta di essere l'unico posto in Irlanda dove non è mai accaduto niente.
Non molti, a dire il vero, gli eventi netti avvenuti nella contea. Per secoli Galway è stata soltanto terra spartita tra i molti clan influenti (non a caso la città viene chiamata City of Tribes) che non hanno lasciato molte tracce nella storia, così come non ha influenzato in maniera decisiva l'incagliamento sulle coste occidentali di una parte dell'Invincibile Armata spagnola, avvenuta nel 1588. La creazione dell'attuale contea è datata 1579, iniziati del deputato lord inglese Sir Henry Sydney. Vicino Aughrim nel 1691 fu combattuta una decisiva guerra della Rivoluzione inglese. In tempi più recenti, nei pressi di Clifden, si svolsero due eventi di rilevanza mondiale: nel XIX secolo la trasmissione con un telegrafo senza fili di Guglielmo Marconi con la Terranova e nel 1919 l'atterraggio di Alcock e Brown, autori della prima trasvolata atlantica senza scalo. Quest'ultimo episodio è commemorato da un monumento sull'altura dell'atterraggio ed è ben visibile sia da alcune zone di Clifden che dalle strade circostanti.

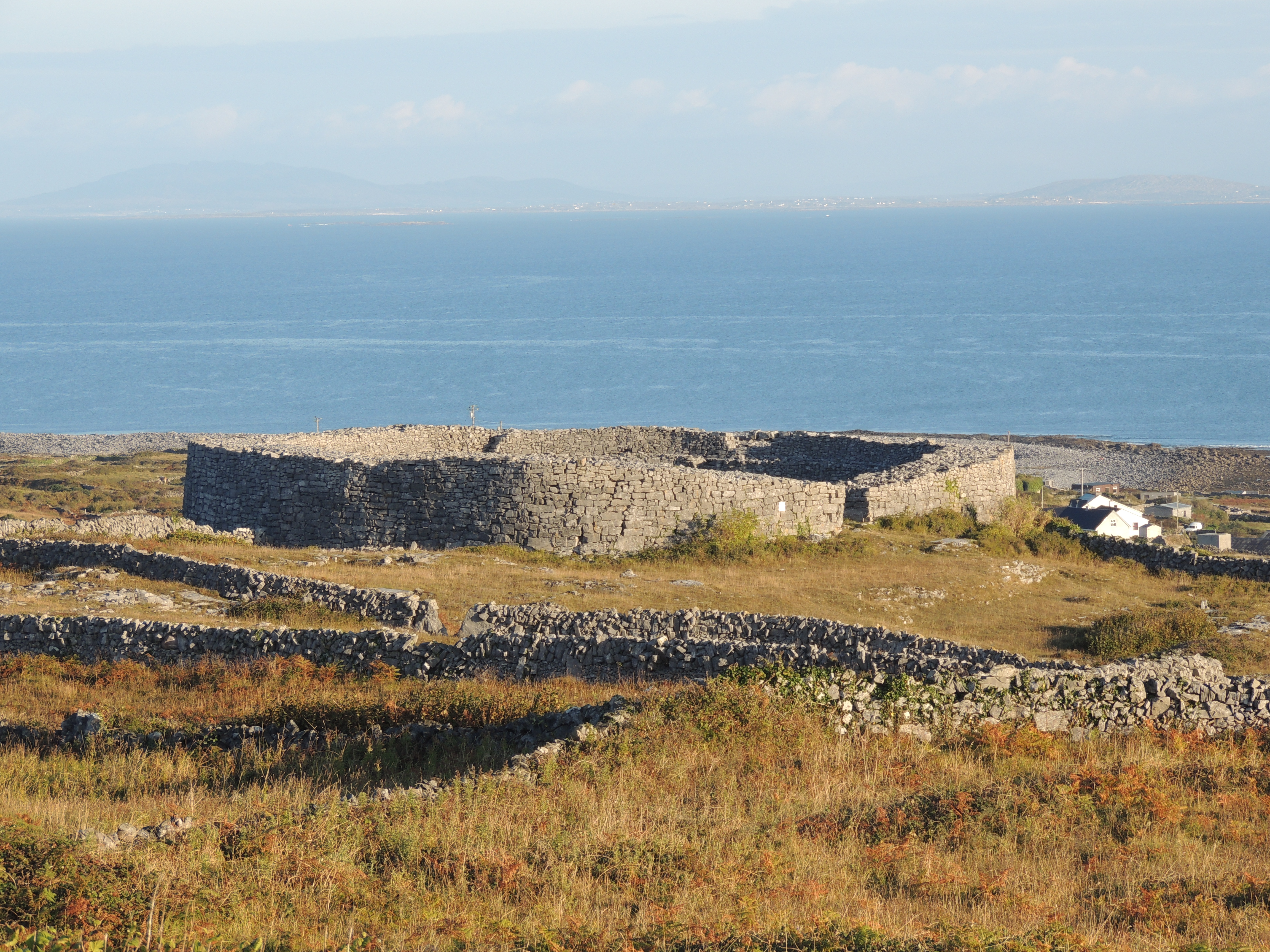
Il forte di Dun Eoghanachta sull'isola di Inis Mór è il più tipico esempio di forte circolare tra i vari presenti nella contea

Essendo pochi gli eventi da annoverare, la storia della contea va letta il più delle volte a livello archeologico. Molte le torri circolari rinvenute, anche se l'unica in ottimo stato è quella di Kilmacduagh, molto gradevole anche se in pendenza. Numerosi anche i resti di antichi insediamenti e di edifici monastici: quello di Knockmoy, a circa 10 km da Tuam, si dice sia stato fondato nel 1180 da Cathal O'Connor, e fu adornato sulle pareti con affreschi a vivo, ancora rintracciabili, ritenuti spesso la miglior testimonianza delle usanze del mondo irlandese antico. Facilmente rinvenibili viaggiando per la contea anche i castelli e le fortificazioni anglo-normanni; alcuni sono stati restaurati, ma la gran parte è in rovina. Il castello di Tuam, costruito nel 1161 da Roderic O'Connor, re d'Irlanda, durante il periodo dell'invasione inglese, è uno dei più antichi dell'isola. Un'altra costruzione curiosa è un castello circolare, forma abbastanza inconsueta nelle costruzioni militari irlandesi, è situato tra Gort and Kilmacduagh. Ovviamente da ricordare tutte le costruzioni delle isole Aran, preistoriche e medievali; ma anche nella città di Galway, ad Athenry, e i dintorni di Ballinasloe. La piccola chiesa di Clonfert, nella parte meridionale della contea, con un grazioso portico in stile romanico, è in realtà una cattedrale della Chiesa d'Irlanda, la diocesi della quale fu unita con quella di Kilfenora, Kilmacduagh e Killaloe nel 1833.

## Politica
Il Galway County Council ha sede nella città di Galway e si occupa di tutte le questioni amministrative della contea, tranne che per la stessa città e per il distretto urbano di Ballinasloe.
I membri (Counciliors), eletti direttamente dalla popolazione, sono trenta e vengono eletti in cinque aree elettorali:
- Ballinasloe (5)
- Connemara (7)
- Loughrea (7)
- Oranmore (4)
- Tuam (7)

I membri del Consiglio sono eletti per un periodo quinquennale. Il Consiglio elegge annualmente nel mese di luglio fra i suoi membri un Presidente.

## Cultura

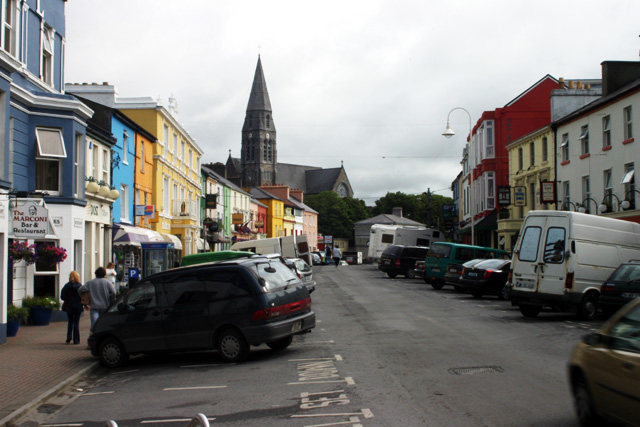
Clifden, considerata la capitale culturale del Connemara, ospita numerosi eventi

Gran parte della cultura della contea di Galway ruota intorno agli eventi che caratterizzano il suo capoluogo: gli avvenimenti principali sono Galway Early Music Festival (maggio), the Galway Film Fleadh (luglio), the Galway Arts Festival (luglio), Galway Races (agosto), il celebre festival internazionale delle ostriche Galway International Oyster Festival (settembre) e infine il Baboró Galway International Arts Festival for Children (ottobre).
Galway City è sede della National University of Ireland e del Galway-Mayo Institute of Technology (che ha un campus anche a Castlebar)
Nel territorio della contea ci sono ampie zone Gaeltacht, ovvero regioni dove si parla la lingua gaelica irlandese come prima lingua. La contea, del resto, è stata da sempre considerata la roccaforte della cultura antica irlandese.
Qui è stato girato il documentario Give Me the End You’re At, nell’area compresa tra Galway e Tuam.

### Sport
Gran parte delle manifestazioni e organizzazioni sportive principali ruota intorno a Galway City, ma non esclusivamente. In città è presente una squadra di calcio professionistica, il Galway United e molte organizzazioni di canottaggio. Nell'ambito della GAA, la contea è molto prestigiosa, essendo tra le prime sia nell'hurling (4 volte campione) che nel calcio gaelico (9 volte): la squadra viene chiamata Tribesman e gioca nei colori tipici della contea nel Pearse Stadium di Galway e nel St. Jarlath's Park di Tuam.
Diffusissime le corse a cavallo e gli sport relativi alle imbarcazioni.

## Economia, trasporti e infrastrutture

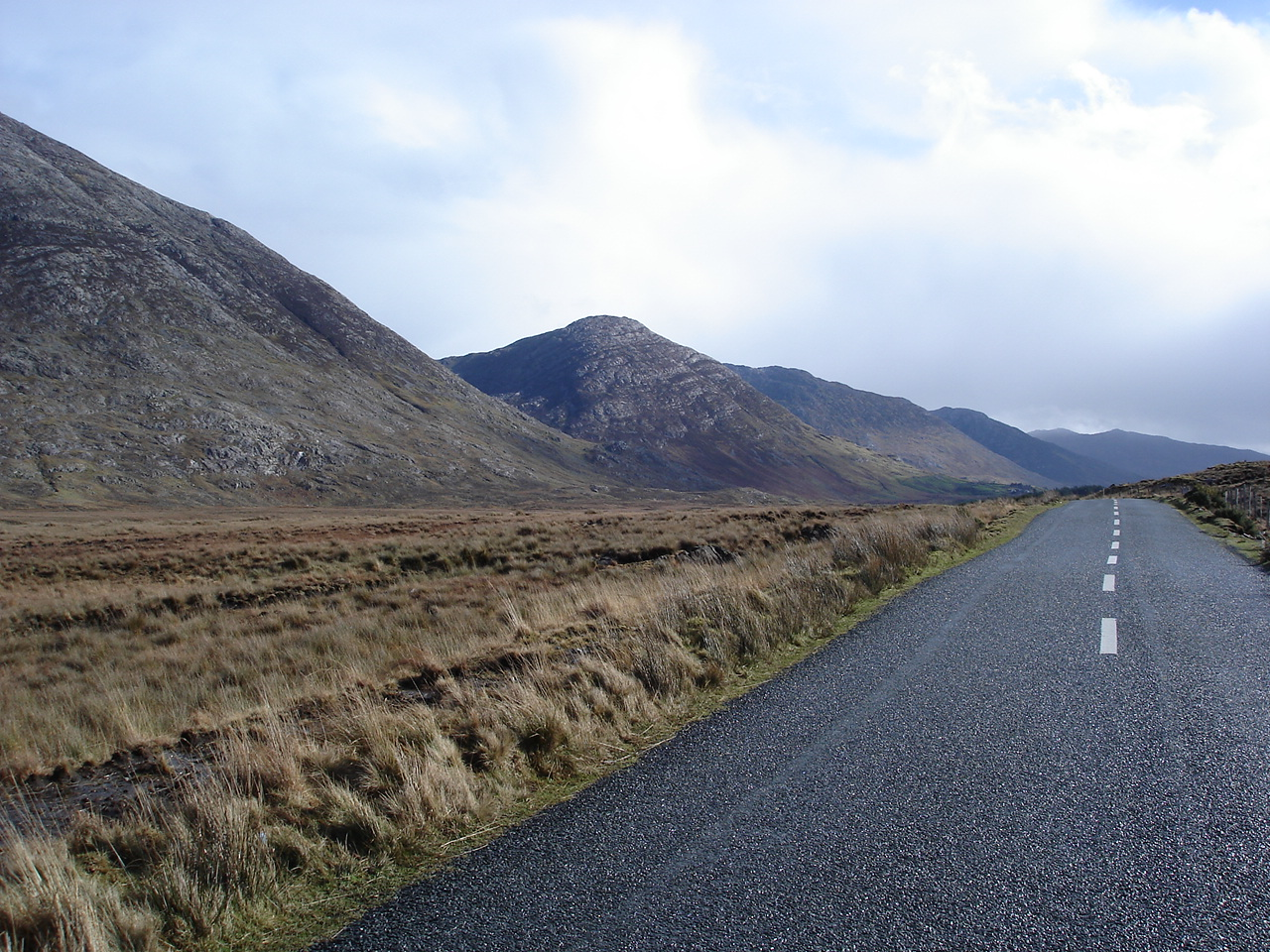
Una delle tipiche (e malridotte) strade nella Joyce's Country

Una delle principali risorse economiche della contea è senz'altro il turismo: le isole Aran e il Connemara sono mete molto gettonate e rinomate a livello mondiale, ma anche le più interne zone della Joyce's Country e la stessa città di Galway sono altrettanto visitate. Nelle zone gaeltacht si vive anche grazie all'istruzione estiva per gli studenti della lingua gaelica.
Per quanto riguarda l'agricoltura, si coltiva grano e frumento nella parte orientale della Golden Vale, ma al di là del Corrib il terreno è molto aspro e spesso poco coltivabile, dedicato quasi esclusivamente alle patate quando possibile. Nelle zone occidentali, tuttavia, è molto diffusa l'estrazione della torba come combustibile. La pesca è abbastanza praticata, sia lungo le coste che nei laghi ricchi di fauna, ma raramente più che per diffusione locale. L'allevamento è quello tradizionale di tutta l'Irlanda.
Per quel che riguarda le infrastrutture, la città di Galway è il punto focale delle vie di comunicazione che si intersecano e confluiscono tutte alle porte dell'abitato. La contea è attraversata dalla N17 (Galway-Sligo) che passa ad est del Lough Corrib, dalla N6 (Galway-Athlone-Dublino) e la N18 che collega Galway-Shannon Town-Limerick e Cork. La N56 fa il giro della costa ed è trafficata spesso di turisti.
Vicino Galway City c'è il Galway Airport, di portata nazionale.

## Luoghi principali

### Città

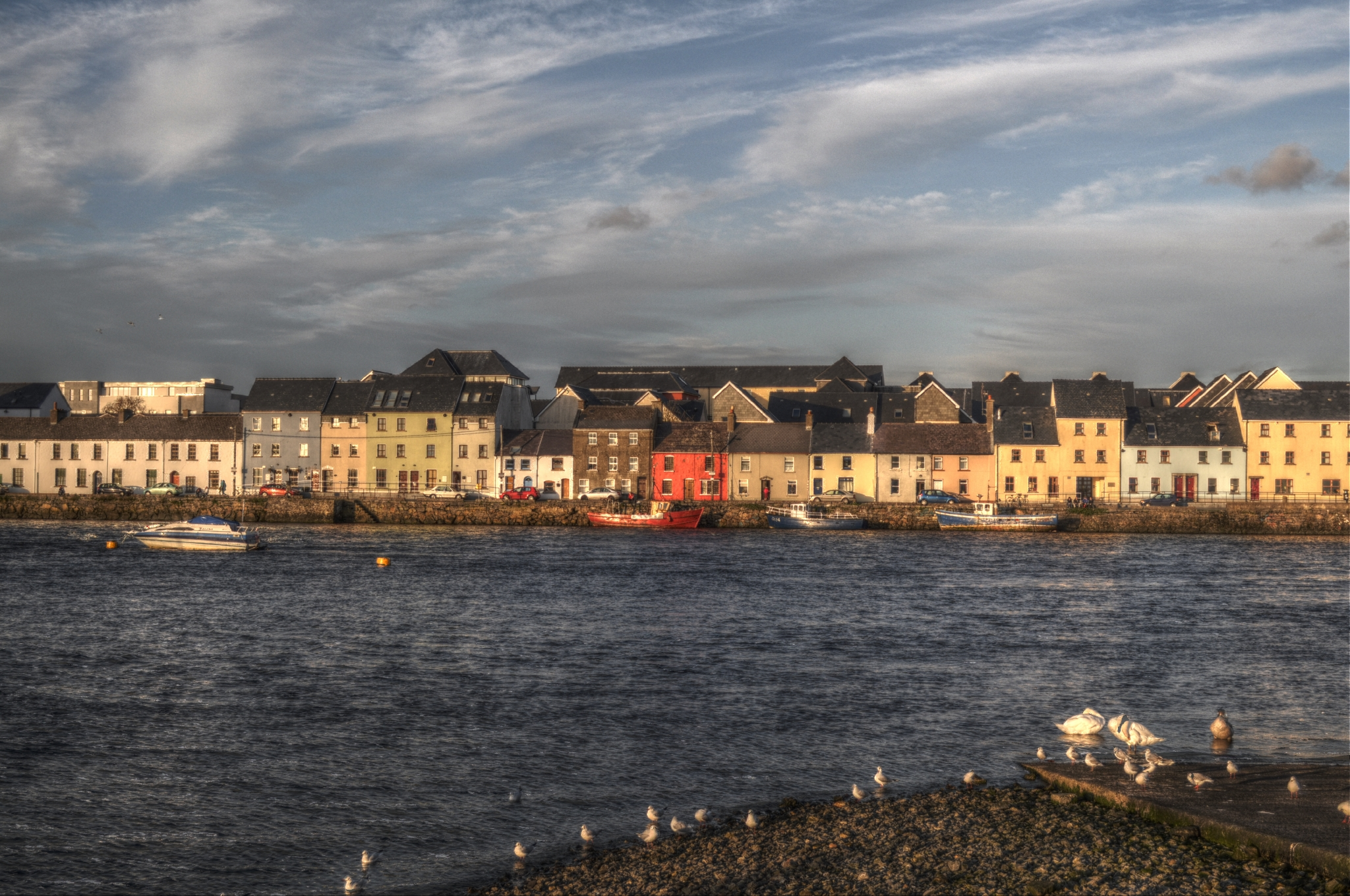
Galway, capoluogo di contea anche se amministrata da un consiglio cittadino indipendente

- Galway, city indipendente e capoluogo

### Centri importanti
- Athenry, Clifden, Leenaun, Tuam

### Centri minori
- Ahascragh, Ardrahan, Aughrim
- Baile Chláir, Ballinasloe, Ballinderreen, Ballyconneely, Ballygar, Ballymacward, Ballymoe, Ballynahinch, Bearna, Béal an Daingean, Bullaun
- Camus, Carnmore, An Cheathrú Rua, Casla, Castleblakeney, Castlegar, Cill Chiaráin, Cill Rónáin, Clarinbridge, Cleggan, Clifden, Clonbur, Corofin, Corrandulla, Corr na Móna, Craughwell
- Dunmore
- Na Forbacha
- Glenamaddy, Gort
- Headford, Hollygrove
- Indreabhán
- Kilcolgan, Kilconnell, Kilkerrin, Killimor, Kiltullagh, Kinvara
- Laurencetown, Lebane, Leitir Móir, Lettercallow, Letterfrack, Loughrea
- Maam Cross, Maum, Menlough, Monivea, Mountbellew, Moycullen, Muiceanach idir Dhá Sháile
- Newbridge, New Inn
- Oranmore, Oughterard
- Peterswell, Portumna
- Recess, Ros an Mhíl, Ros muc, Roundstone
- Skehana, An Spidéal
- Turloughmore
- Williamstown, Woodford